# Ноттвиль
Ноттвиль (нем. Nottwil) — коммуна в Швейцарии, в кантоне Люцерн. 
Входит в состав округа Зурзее. Население составляет 2975 человек (на 31 декабря 2006 года). Официальный код — 1094.